# Masdevallia ruizii
Masdevallia ruizii är en orkidéart som beskrevs av Carlyle August Luer och Stig Dalström. Masdevallia ruizii ingår i släktet Masdevallia och familjen orkidéer.
Artens utbredningsområde är Peru. Inga underarter finns listade i Catalogue of Life.